# Diecezja Hazaribag
Diecezja Hazaribag – diecezja rzymskokatolicka w Indiach. Została utworzona w 1995 z terenu archidiecezji  Daltonganj.

## Ordynariusze
- Charles Soreng, S.J. (1995–2012)
- Jojo Anand, od 2012